# Sydney International 2023
Die Sydney International 2023 im Badminton fanden vom 17. bis zum 22. Oktober 2023 in Sydney statt. 

## Sieger und Platzierte
| Disziplin    | Gold                          | Silber                          | Bronze                         |
| ------------ | ----------------------------- | ------------------------------- | ------------------------------ |
| Herreneinzel | Ting Yen-chen                 | Karono Karono                   | Edward Lau                     |
| Herreneinzel | Ting Yen-chen                 | Karono Karono                   | Nguyễn Hải Đăng                |
| Dameneinzel  | Jaslyn Hooi                   | Shaunna Li                      | Fathimath Nabaaha Abdul Razzaq |
| Dameneinzel  | Jaslyn Hooi                   | Shaunna Li                      | Wendy Chen                     |
| Herrendoppel | Chen Cheng-kuan Chen Sheng-fa | Chan Yueh-lin Chu Bo-rong       | Lee Hong-je Shin Dong-beom     |
| Herrendoppel | Chen Cheng-kuan Chen Sheng-fa | Chan Yueh-lin Chu Bo-rong       | Lee Sang-ho Shin Baek-cheol    |
| Damendoppel  | Setyana Mapasa Angela Yu      | Sylvinna Kurniawan Poon Lok Yan | Wendy Chen Joyce Choong        |
| Damendoppel  | Setyana Mapasa Angela Yu      | Sylvinna Kurniawan Poon Lok Yan | Kashley Kho Lee Zi Suen        |
| Mixed        | Chen Sheng-fa Lin Jhih-yun    | Kenneth Choo Gronya Somerville  | Chan Yueh-lin Tsai Ruo-lin     |
| Mixed        | Chen Sheng-fa Lin Jhih-yun    | Kenneth Choo Gronya Somerville  | Chen Cheng-kuan Hsu Yin-hui    |